# Acatalasia
Acatalasia, também conhecida por acatalasemia, deficiência de catalase ou doença de Takahara, é um distúrbio peroxissômico autossômico recessivo raro, resultante da ausência da atividade da enzima catalase nos eritrócitos. Apesar de normalmente ser assintomática, podem estar presentes ulcerações orais seguidas de gangrena.
A acatalasemia é uma condição caracterizada por níveis muito baixos de uma enzima chamada catalase. Muitas pessoas com acatalasemia nunca tiveram problemas de saúde relacionados à doença e são diagnosticadas porque afetaram membros da família (MedlinePlus Genetics, 2014).

## Descrição
A catalase é uma enzima localizada principalmente em peroxissomos, mitocôndrias e no citoplasma dos eritrócitos, é a principal responsável pela decomposição do peróxido de hidrogênio (Rodwell e colaboradores 2017). Essa enzima é um tetrâmero de subunidades de aproximadamente 60 kDa, tem 527 resíduos de comprimento e um grupo heme que é o mesmo encontrado na metemoglobina (Fe 3+). Em órgãos humanos, sua maior atividade é detectada no fígado, eritrócitos, rins e tecidos mucosos, porém tem baixa atividade no tecido conjuntivo, pâncreas e soro (Góth e Nagy, 2012).
A acatalasia é um distúrbio peroxissômico autossômico recessivo causado pela deficiência da catalase eritrocitária que metaboliza o peróxido de hidrogênio e uma variedade de substratos, como etanol, metanol, fenol e nitritos. Schrader e Fahimi (2006) destacam que essa enzima desempenha uma “importante função protetora contra os efeitos tóxicos dos peróxidos gerados nos peroxissomos e os remove com alta eficiência”. O peróxido de hidrogênio (H²O²) é característico por seus efeitos tóxicos quando estão em altas concentrações no organismo, sendo a catalase e outras enzimas responsáveis por restabelecer os níveis homeostáticos catalisando a quebra do H²O². Somente uma molécula de catalase tem capacidade de destruir milhões de moléculas de hidrogênio em poucos segundos, é umas das reações enzimáticas mais rápidas do organismo (Rodwell e colaboradores 2017).

## História
Em 1948, Dr. Shigeo Takahara (1908–1994), otorrinolaringologista japonês, descreveu pela primeira vez esta doença. Ele observou um paciente com uma úlcera oral na qual aplicou o peróxido de hidrogênio, mas não verificou o borbulhar habitual devido à produção de oxigénio. O paciente foi estudado e verificou-se que tinha uma deficiência do enzima catalase (Takahara e Miyamoto, 1948). A partir dessa descoberta, novos estudos foram feitos em 83 mil indivíduos da população asiática, entre japoneses, chineses e coreanos para verificar a frequência do distúrbio. Destes, os coreanos apresentaram maior frequência, seguido pelos chineses (Hamilton et al., 1961, apud Rodrigues e Barboni, 1998).
Os pesquisadores também observaram que os indivíduos heterozigotos tinham um nível intermediário de catalase no sangue. Sendo que a frequência de heterozigotos foi de 0,09% em Hiroshima e Nagasaki, em comparação à ordem de 1,4% em outras partes do Japão (Hamilton et al., 1961). Com os estudos de Hamilton e colaboradores (1961) levantou-se a hipótese que o gene para acatalasemia foi introduzido no Japão a partir de um descendente coreano.
Pouco tempo depois a acatalasia foi identificada na Suíça, Israel, Alemanha, Hungria, Estados Unidos e Peru, demonstrando sua potencial disseminação geográfica. Em 1991 Ogata apontou que 107 indivíduos com acatalasemia, 90 eram japoneses. Em 2012 pesquisas bioquímicas Góth e Nagy mostraram que a frequência de acatalasemia é 0,04: 1000 na Suíça, 0,8: 1000 no Japão e 0,05: 1000 na Hungria, a prevalência em outras populações é desconhecida.

## Fisiopatologia
A doença é causada por uma mutação homozigótica no gene CAT, que codifica a formação da enzima catalase no braço curto do cromossomo 13 (11p13) resultando na ausência de produção ou a produção instável da catalase (Góth e Nagy, 2012).
Desde os primeiros pacientes diagnosticados com a doença até os casos atuais, o principal achado clínico é o desenvolvimento de feridas abertas dentro da boca (úlceras) que causam morte do tecido mucoso e consequentemente gangrena. Quando ocorrem úlceras bucais e gangrena com acatalasemia, a condição é conhecida como doença de Takahara. O nível médio de catalase no organismo quase não causa problemas significativos e são referidos como hipocatalasemia ou hipocatalasia (Ogata, 1991). Essas complicações estão cada vez mais raras nos casos mais recentes de acatalasemia, provavelmente devido a melhorias na higiene bucal (Góth et al. apud Medline Plus, 2020).
Estima-se que a ulceração e a consequente gangrena sejam em decorrência do peróxido de hidrogênio gerado por células do sistema imune, principalmente neutrófilos e, infecções bacterianas por pneumococos e estreptococos, associados a falta de catalase no tecido para catalisar os níveis de hidrogênio gerado por esses microrganismos.
A associação de Acatalasemia a outras doenças ainda é incerta, porém, novos estudos sugerem que pessoas com acatalasemia têm um risco aumentado de desenvolver diabetes tipo 2, visto que o peróxido de hidrogênio está envolvido na fisiologia de processos quimicos e fisicos do organismo e sua alta concentração pode acelerar processos de patogênese de doenças como diabetes mellitus e aterosclerose. Nos achados bioquímicos de Góth e Nagy (2012), notou-se que uma porcentagem maior de pessoas com acatalasemia tem diabetes tipo 2, e a doença tende a se desenvolver mais cedo, em média aos 30 ou 40 anos de idade. Os pesquisadores especulam que a acatalasemia também pode ser um fator de risco para outras doenças comuns e complexas, no entanto, apenas um pequeno número de casos foi estudado e ainda não são conclusivos.
No ano 2000 já eram relatados casos de aumento na frequência de diabetes em pacientes húngaros com acatalasemia, em comparação com parentes de primeiro grau não afetados e a população húngara em geral. Os autores especularam que a deficiência quantitativa de catalase pode predispor ao dano oxidante cumulativo das células β-pancreáticas resultando no diabetes (Góth e Eaton, 2000).

## Epidemiologia
Atualmente as informações sobre epidemiologia da Acatalasemia são escassas, os últimos estudos feitos foram no início dos anos 2000. Mais de 100 casos da doença já foram relatados na literatura médica e científica. Inicialmente pensava-se que o distúrbio acometia somente asiáticos do Japão, China e Coreia, com a evidência de casos na Hungria e Suíça essa estimativa mudou. Sendo assim,  os pesquisadores estimam que a condição ocorre em cerca de 1 em 12.500 pessoas no Japão, 1 em 20.000 pessoas na Hungria e 1 em 25.000 pessoas na Suíça. A prevalência de a acatalasemia em outras populações é desconhecida (MedlinePlus Genetics, 2014).

## Manifestações Clínicas
É uma patologia que pode ser considerada assintomática. Desde o início dos estudos de Takahara (1952) em suas primeiras análises, notou-se que apenas alguns pacientes homozigotos para acatalasemia apresentavam sinais ou sintomas, sendo que em menos de 10 anos essas manifestações clínicas apareciam com mais frequência.
O distúrbio causa um aumento de incidência de infecções periodontais e pode em raras circunstâncias originar úlceras e em casos mais graves gangrena.
No geral, as manifestações clínicas têm início com uma pequena e dolorosa úlcera na região do colo do dente ou nas tonsilas palatinas. A doença pode apresentar-se de forma leve, moderada e severa, sendo:
Tipo leve: úlceras na gengiva marginal, inseridas ou na mucosa alveolar;
Tipo moderado: exposição do colo do dente e possível perda devido gangrena e reabsorção do osso alveolar;
Tipo severo: completa destruição do tecido mucoso. A gangrena pode atingir a mandíbula, maxilar e demais tecidos orais.
A acatalasemia foi inicialmente considerada uma doença relativamente benigna, pois a maioria dos pacientes não apresentavam problemas associados ou manifestações clínicas severas. No entanto, pesquisadores identificam possíveis problemas de saúde correlacionados com a acatalasia, como diabetes mellitus e aterosclerose (Góth e Nagy, 2012).
De acordo o site Genetic and Rare Diseases Information Center (GARD) em artigo atualizado em 2020, para a maioria das doenças associadas, os sintomas variam de pessoa para pessoa.

## Diagnóstico
Em caso de suspeita o diagnóstico é, sobretudo, laboratorial para determinar o nível de atividade enzimática da catalase.

## Tratamento
Não existe tratamento específico para o distúrbio, por esse motivo o tratamento consiste exclusivamente na erradicação e profilaxia de possíveis infecções orais e dentárias. Assim, o monitoramento odontológico nos pacientes portadores é de extrema importância.
Nos casos leves pode ser necessário o uso de antibióticos para evitar infecções (Aebi e Suter, 1996 apud Rodrigues e Barboni, 1998). Nos casos moderados ou severos pode haver necessidade de procedimentos cirúrgicos para retirada de tumores, curetagem, drenagem, irrigação de áreas sépticas, enxerto ósseo e reconstrução do tecido (Takahara, 1952 apud Rodrigues e Barboni. 1998).